# سوالف حريم (مسلسل)
سوالف حريم، مسلسل كوميدي اجتماعي خليجي من إنتاج إم بي سي وعرض في (15 أكتوبر 2004 -) 

من بطولة الفنانين زينب العسكري وميدا مستراح وميس حمدان وأليسون ولفورد وحسن عسيري ومريم الصالح وسعاد علي وشيماء سبت و هيا الشعيبي ومن مصر الفنان القدير يونس شلبي و عبد الرحمن العقل و حسن البلام و فايز المالكي و مصطفى دياب و ابتسام عبد الله و نجلاء سحويل و مديحة الحيدري و راضي المهنا تأليف محمد فيصل الحجي وإخراج وائل فهمي عبدالحميد.

## قصة المسلسل
تدور أحداث مسلسل سوالف حريم في الكويت من خلال عائلة خليجية ويقع المسلسل في 30 حلقة وهو دراما رمضانية اجتماعية مشوقة. ويشارك فيه مريم الصالح، حسن عسيري، زينب العسكري، عبد الرحمن العقل، فايز المالكي، حسن البلام، بشير الغنيم، ميس حمدان، ميدا مستراح، سوسن ميخائيل، شيماء سبت، هيا الشعيبي، سعاد علي، راضي المهنا، مصطفى دياب، مديحة الحيدري ونجلاء سحويل. بالاشتراك مع الفنان القدير يونس شلبي. تم تصوير جميع المشاهد الداخلية في استديوهات شركة المدينة الإعلامية الحرة بالأردن وجميع المشاهد الخارجية بدولة الكويت. والعمل من إخراج وائل فهمي عبد الحميد مرحلة التصوير في الأردن لمسلسل سوالف حريم حيث بدأ التصوير ما يقارب الشهرين وتم التصوير الداخلي في استوديوهات المدينة الاعلامية الحرة بالأردن وسيتم تصوير المشاهد الخارجية في الكويت حيث تدور احداث المسلسل من خلال عائلة خليجية ويقع المسلسل في 30 حلقة وهو دراما رمضانية مشوقة.

## وصلات خارجية
- صفحة المسلسل على السينما